# شورش هاتاکه‌یاما شیگه‌تادا
شورش هاتاکه‌یاما شیگه‌تادا (به ژاپنی: 畠山重忠の乱 はたけやましげただのらん)، در دوره شوگون‌سالاری کاماکورا در ۲۲ از ماه ششم سال دوم گنکیو (۱۰ ژوئیه ۱۲۰۵) در اوایل دوره کاماکورا، در کنار رود فوتاماتا، ولایت موساشی (در حال حاضر بخش آساهی، شهر یوکوهاما، استان کاناگاوا) رخ داد. به دلیل توطئه هوجو توکیماسا، هاتاکه‌یاما شیگه‌تادا، ملازم قدرتمند ولایت موساشی و ملازمان همراه او توسط ارتش بزرگی به رهبری هوجو یوشیتوکی مورد حمله قرار گرفتند و او کشته شد. این یکی از پاکسازی‌های ملازمان با نفوذ توسط خاندان هوجو به دلیل اختلافات سیاسی در شوگون‌سالاری کاماکورا بود.

## بررسی اجمالی
پس از تأسیس شوگون‌سالاری کاماکورا و انتصاب میناموتو نو یوریتومو به عنوان سی تایشوگون در سال ۱۱۹۲، هاتاکه‌یاما شیگه‌تادا به عنوان ملازم تأثیرگذار شوگون سالاری فعال بود. در سال ۱۱۹۹، زمانی که میناموتو نو یوریتومو در سن ۵۳ سالگی در شرف مرگ بود، او را به بالین خود فراخواندند و نقش دستیار میناموتو نو یوری‌ایه، پسر ارشد میناموتو که تنها در سن ۱۸ سالگی به دومین شوگون تبدیل شد، به او سپرده شد همچنین می‌توان گفت که این دلیلی است بر این که میناموتو نو یوریتومو اعتماد فوق‌العاده ای به هاتاکه‌یاما شیگه‌تادا داشت.
در همین حال، هوجو توکیماسا، یک ملازم بانفوذ که یکی از اعضای سیستم شورای ۱۳ نفره بود که مسئول حمایت از برادر کوچکتر میناموتو نو یوری‌ایه به نام میناموتو نو سانه‌تومو شد. علاوه بر این، هوجو توکیماسا با کشتن هیکی یوشیکازو، که یکی از ۱۳ عضو شورا نیز بود، شروع به اعمال قدرت کرد.
در سال ۱۲۰۴، هاتاکه‌یاما شیگه‌یاسو، پسر هاتاکه‌یاما شیگه‌تادا، با هیراگا توموماسا، داماد همسر دوم هوجو توکیماسا، ماکی نو کاتا، در ضیافتی در کیوتو وارد بحث شد. وقتی ماکی نو کاتا از این موضوع مطلع شد، به شوهرش، هوجو توکیماسا، به دروغ گفت که هاتاکه‌یاما شیگه‌تادا وهاتاکه‌یاما شیگه‌یاسو، پدر و پسر، در حال برنامه‌ریزی برای شورش هستند.
در صبح روز ۱۰ ژوئیهٔ سال بعد، ۱۲۰۵، هاتاکه‌یاما شیگه‌یاسو هاتاکیما در ساحل یوئیگاهاما (شهر کاماکورا، استان کاناگاوا) توسط میئورا یوشیمورا، که از هوجو توکیماسا دستور گرفته بود، کشته شد. در واقع، حدود سه روز قبل، هاتاکه‌یاما شیگه‌تادا یک خبر و گزارش نادرست از پسر عموی خود، ایناگه شیگه‌ناری، دریافت کرده بود، مبنی بر اینکه مشکلی در کاماکورا وجود دارد و هاتاکه‌یاما شیگه‌تادا باید برای حل آن به کاماکورا برود.
هاتاکه‌یاما شیگه‌تادا که چیزی نمی‌دانست، ارتشی متشکل از ۱۳۴ سواره نظام را به سمت رود فوتاماتا (بخش هودوگایا، شهر یوکوهاما) رهبری کرد. با این حال، هنگامی که مشخص شد پسرش هاتاکه‌یاما شیگه‌یاسو به قتل رسیده است و یک نیروی انقیاد متشکل از ده‌ها هزار نفر علیه او از طرف کاماکورا فرستاده شده است، ملازمان به او توصیه کردند که به قلعه خود، سوگایا-کان (امروزه استان سایتاما، که به هاتاکه‌یاما-کان نیز معروف است) بازگردد، و خود را آماده کند و سپس بجنگد.
با این حال، هاتاکه‌یاما شیگه‌تادا گفت: «اکنون که پسرم کشته شده، نباید به خانه خود برگردیم. اگر سامورایی‌ها از ترس جان خود به عقب برگردند، در نسل‌های آینده در مورد ما گفته می‌شود که آنها در حال برنامه‌ریزی برای شورش بودند و این غرور سامورایی‌ها را خدشه‌دار می‌کند.» و تصمیم گرفت که بجنگد. ارتش هاتاکه‌یاما شیگه‌تادا در مواجهه با ارتش بزرگ خاندان هوجو به سختی مبارزه کرد و نبرد شدیدی را انجام داد که چهار ساعت به طول انجامید. در نهایت هاتاکه‌یاما شیگه‌تادا در سن ۴۲ سالگی بر اثر اصابت تیر از سوی آیکو سوئه‌تاکا درگذشت.
در طول شورش هاتاکه‌یاما شیگه‌تادا، هاتاکه‌یاما شیگه‌تادا شجاعانه بدون فرار حتی در موقعیت بسیار نامناسبی جنگید و سزاوار لقب «باندو بوشی کاگامی» (الگوی سامورایی‌های منطقه کانتو) شد.